# 白雪先生と子供たち
『白雪先生と子供たち』（しらゆきせんせいとこどもたち）は、1950年、労働組合映画協議会との提携により、大映が製作・配給した日本映画。

## 概要
原作は，日本教職員組合と労働組合映画協議会が募集した劇映画ストーリーの当選作品である中野区立第六中学校の森岡昇教諭の『太陽はこどもの上にも』。1948年12月の時点で、森岡の「こども・遊び・映画--『太陽はこどもの上にも』について」が『新しい教育と文化』（日本教職員組合編、1948年12月）に掲載されている。八住利雄のシナリオは、雑誌『シナリオ』第6巻第1号（1949年10月10日）に掲載された。中学教師の原作だが、映画では、小学校が舞台となっている。和解のハッピーエンドとなっているが、全般的に中小企業と思われる工場経営者の親子が悪役で、貧乏な親子が善良な人物として描かれている。

## あらすじ
級長の良夫は、PTAの有力者で染物工場を経営している原島の息子・敏彦に勉強を教えている。敏彦は、学校に通っていない常治と非行を重ねている。ある日曜日、良夫は、常治が学校の池の鯉を盗んでいるのを目撃。これをきっかけにして学校の池を管理している良夫の担任の雨宮加代子の計らいで、常治は、橋本のクラスに編入して学校に通うようになる。

## キャスト
- 雨宮加代子：原節子
- 妹千絵：関千恵子
- 服部良夫：茂崎幸雄
- 母はま：瀧花久子
- 原島敏彦：小濱崇
- 父政道：山口勇
- 木塚常治：大平正
- 橋本先生：宮崎準
- 校長先生：吉川公一郎